# I Just Wanna Dance
I Just Wanna Dance è il primo EP della cantante sudcoreana Tiffany, pubblicato l'11 maggio 2016 dalla SM Entertainment.

## Tracce
1. I Just Wanna Dance
2. Talk
3. Fool
4. What Do I Do
5. Yellow Lights
6. Once in a Lifetime
7. What Do I Do (English version)